# Globisinum drewi
Globisinum drewi är en snäckart som först beskrevs av R. Murdoch 1899.  Globisinum drewi ingår i släktet Globisinum och familjen borrsnäckor. Inga underarter finns listade i Catalogue of Life.